# ベン・フォスター (サッカー選手)
ベンジャミン・アンソニー・“ベン”・フォスター（Benjamin Anthony "Ben" Foster, 1983年4月3日 - ）は、イングランド・ロイヤル・レミントン・スパ出身の元サッカー選手。現役時代のポジションはゴールキーパー。

## 経歴
地元の小さなサッカークラブ、レーシング・クラブ・ウォリックでキャリアを始める。2005年7月19日にストーク・シティからマンチェスター・ユナイテッドへ移籍。移籍金は最高で360万ユーロ。この移籍はアレックス・ファーガソンが偶然見に来た試合で出場していたGKがフォスターであり、その試合での活躍から獲得が決まった。
ただし、エトヴィン・ファン・デル・サールがその後に加入したため、すぐに下部リーグのワトフォードFCへとレンタル移籍で放出。ワトフォードではチャンピオンシップ3位に入り、7シーズンぶりのプレミアリーグ昇格に貢献をする。昇格したワトフォードからの要請もあり、2006-07シーズンも継続してプレーすることになったが、開幕から低迷を続けて最下位（20位）に終わり1シーズンでプレミアリーグから降格した。
シーズン終了後はマンチェスター・ユナイテッドへと帰還。ファン・デル・サールとの正GK争いを期待されたが、オフに以前から痛めていた膝の手術を決意した。この手術によって2007-08シーズンの大半をリハビリで過ごすことを余儀なくされた。
リハビリ生活を乗り越え、2008年3月6日、リザーブリーグのミドルスブラFC戦で復帰。その後もしばらくリザーブリーグでコンディションを整える予定であったが、ファン・デル・サールとトマシュ・クシュチャクが相次いで離脱したため、怪我からの復帰したばかりではあったが急遽起用されることとなった。3月15日のプレミアリーグ第28節のダービー・カウンティFC戦でようやくマンチェスター・ユナイテッドの選手として公式戦デビューを飾る。ピッチコンディションも悪く、何より長期離脱から復帰して間もないという最悪の状況だったにも関わらず、フォスターは2度の決定的なシュートを防いで劣勢のチームを救うなどの活躍で1-0での勝利に貢献。試合後、ファーガソンから名指しで賞賛を受けた。
2009年3月1日のカーリング・カップ決勝のトッテナム・ホットスパーFC戦では先発出場し、終始安定したパフォーマンスを披露。延長戦の末にPK戦となったが、ここでも好セーブを見せチームの優勝へと大きく貢献した。この年はファン・デル・サールの負傷離脱もあってユナイテッド加入後最多となる9試合に出場した。しかし、ユナイテッドでは正GK獲得には至らなかった。
2010年5月19日、バーミンガム・シティFCへ3年契約で移籍した。正GKとしてチームを48年ぶり2度目のカーリング・カップ制覇に導き、リーグ戦でも全38試合に出場した。しかしリーグ戦では得点力不足が響いて18位と低迷し、チームのチャンピオンシップ降格を防ぐことはできなかった。
2011年7月29日、トルコのブルサスポルへ移籍したスコット・カーソンの後釜としてWBAへレンタル移籍。最終節のアーセナル戦は故障で欠場したが、それ以外の試合ではフル出場を果たし10試合で完封するなどの活躍をみせ、チームもプレミアリーグ発足後最高となる10位の成績を残した。2012年6月29日、WBAへ完全移籍。WBAでは特に高い貢献度を示し、チームのプレイヤー・オブ・ザ・イヤーに三度（2012、14、17）選出されている。
2007年2月7日にスペインとの親善試合でイングランド代表デビューを果たした。その後はクラブで出番に恵まれないこともあってポール・ロビンソン、デイビッド・ジェームズ、ロバート・グリーンらに代わってポジションを獲得するまでには至らず代表からは遠ざかっていたが、2010年8月7日のハンガリーとの親善試合において約1年ぶりに代表に招集された。
2018年7月5日、ワトフォードFCに2年契約で復帰することが発表された。
2021‐22シーズンは、UEFA EURO 2020で活躍したダニエル・バッハマンが台頭したこともあってリーグ戦26試合の出場に留まり、シーズン終了後にワトフォードを退団した。
2022年9月15日、自身のTwitterで引退を発表した。
2023年3月23日、正GKのロブ・レイントンが負傷したかつての所属チームレクサムFCからのオファーを受け、シーズン終了までの短期契約で現役復帰した。2日後のヨーク・シティ戦で先発。3-0の勝利に貢献した。40歳の誕生日を迎えた1週間後の4月10日のノッツ・カウンティ戦は、両チームが勝ち点100で並ぶ首位攻防戦となり、3-2のレクサムリードで迎えた後半アディショナルタイムに与えたPKをフォスターが見事セーブし勝利。レクサムは首位に浮上し、このままリーグ優勝し、15年ぶりのフットボールリーグ昇格を決めた。6月9日、レクサムとの契約を1年間延長した。
2023年8月20日、EFLリーグ2でのスウィンドン・タウンFCとの5-5の引き分けの試合を終えた後、再び現役引退を表明した。

## エピソード
- マンチェスター・ユナイテッドに所属する前は下部リーグのストーク・シティに所属していたが、そこから毎年のようにレンタル移籍で放出されていたことから彼の評価は必ずしも高いわけではなかった。そのため、2005年の夏にマンチェスター・ユナイテッドが無名に近い彼を獲得したことは人々を驚かせた。
- アレックス・ファーガソンは「フォスターがいれば向こう10年イングランド代表はゴールキーパーに困らない」と評した。
- スペイン代表戦に先発出場したことにより、元所属のマンチェスター・ユナイテッドの選手としてではなく、イングランド代表として先にオールド・トラッフォードでのデビューを飾ったという変わった経歴の持ち主でもある。
- 2007年3月17日のトッテナム・ホットスパーFC戦では相手GKポール・ロビンソンに88mのロングシュートを決められた。
- 2009年3月1日のカーリング・カップ決勝・トッテナム戦のPK戦前にiPodを使用し、マンUの勝利に貢献したことが話題となった。PK戦が始まる直前にGKコーチのエリック・スティールが持っていたiPodでジェイミー・オハーラのPKシーンの映像をチェックし、オハーラが映像で見たのと同じサイドにシュートを蹴りこんだため、コースを読んでいたフォスターがこれをセーブした。試合後、FAは「ゲームのルールに反していない限りは、問題はない」との見解を示している[6]。

## 代表歴

### 出場大会
- イングランド代表
  - 2014 FIFAワールドカップ

### 試合数
- 国際Aマッチ 8試合 0得点（2007年-2014年）[7]

| イングランド代表 | 国際Aマッチ | 国際Aマッチ |
| 年               | 出場        | 得点        |
| ---------------- | ----------- | ----------- |
| 2007             | 1           | 0           |
| 2008             | 0           | 0           |
| 2009             | 3           | 0           |
| 2010             | 1           | 0           |
| 2011             | 0           | 0           |
| 2012             | 0           | 0           |
| 2013             | 1           | 0           |
| 2014             | 2           | 0           |
| 通算             | 8           | 0           |